# Novel
Ne doit pas être confondu avec Novell.
 (mars 2015).
Si vous disposez d'ouvrages ou d'articles de référence ou si vous connaissez des sites web de qualité traitant du thème abordé ici, merci de compléter l'article en donnant les références utiles à sa vérifiabilité et en les liant à la section « Notes et références ».
Novel est une commune française située dans le département de la Haute-Savoie, en région Auvergne-Rhône-Alpes.
La commune est localisée dans la haute-vallée de la Morge, dans le Chablais savoyard, à la frontière suisse. 

## Géographie

### Situation
Novel est une commune savoyarde du département de la Haute-Savoie en région Auvergne-Rhône-Alpes. La commune est située à un peu plus d'un kilomètre de la rive sud du Léman, dans le Chablais savoyard.
Le village est situé à 960 m d'altitude (moyenne), à 23 km à vol d'oiseau de Thonon-les-Bains, à 8 km de Saint-Gingolph par la route et à 200 mètres de la frontière avec le canton suisse du Valais marquée par le torrent de la Morge. Sa superficie est de 975 ha. Les communes limitrophes sont Saint-Gingolph au nord, Thollon-les-Mémises au nord-ouest, Bernex à l’ouest, Vacheresse et La Chapelle-d'Abondance au sud et la commune suisse de Saint-Gingolph à l’est. Les sommets avoisinants sont la Pointe de l'Aritte (1 626 m) et le Pic Boré (1 974 m) au N-O, la Dent d'Oche (2 222 m) et le Roc du Château d'Oche (2 197 m) au sud.
Facilement accessible de nos jours depuis la rive du Léman, elle était restée depuis sa fondation au XIIe siècle jusqu'aux années 1930, date de construction de la route, un isolat de montagne relié aux terres plates du bord du lac par un très long chemin abrupt, inaccessible aux automobiles et difficilement praticable en hiver. La situation des habitations, choisie pour limiter les risques dus aux avalanches, prive le hameau d'ensoleillement direct pendant trois mois l'hiver, et la superficie plane est extrêmement réduite.

### Voies de communication et transports
Novel n'est accessible, en voiture, que par la D 30, qui longe la frontière franco-suisse jusqu'à Saint-Gingolph.

## Urbanisme

### Typologie
Au 1er janvier 2024, Novel est catégorisée commune rurale à habitat très dispersé, selon la nouvelle grille communale de densité à sept niveaux définie par l'Insee en 2022.
Elle est située hors unité urbaine et hors attraction des villes,.

### Occupation des sols
L'occupation des sols de la commune, telle qu'elle ressort de la base de données européenne d’occupation biophysique des sols Corine Land Cover (CLC), est marquée par l'importance des forêts et milieux semi-naturels (96,6 % en 2018), en diminution par rapport à 1990 (100 %). La répartition détaillée en 2018 est la suivante : 
milieux à végétation arbustive et/ou herbacée (43,8 %), forêts (40,6 %), espaces ouverts, sans ou avec peu de végétation (12,2 %), zones agricoles hétérogènes (3,4 %).
L'IGN met par ailleurs à disposition un outil en ligne permettant de comparer l’évolution dans le temps de l’occupation des sols de la commune (ou de territoires à des échelles différentes). Plusieurs époques sont accessibles sous forme de cartes ou photos aériennes : la carte de Cassini (XVIIIe siècle), la carte d'état-major (1820-1866) et la période actuelle (1950 à aujourd'hui).

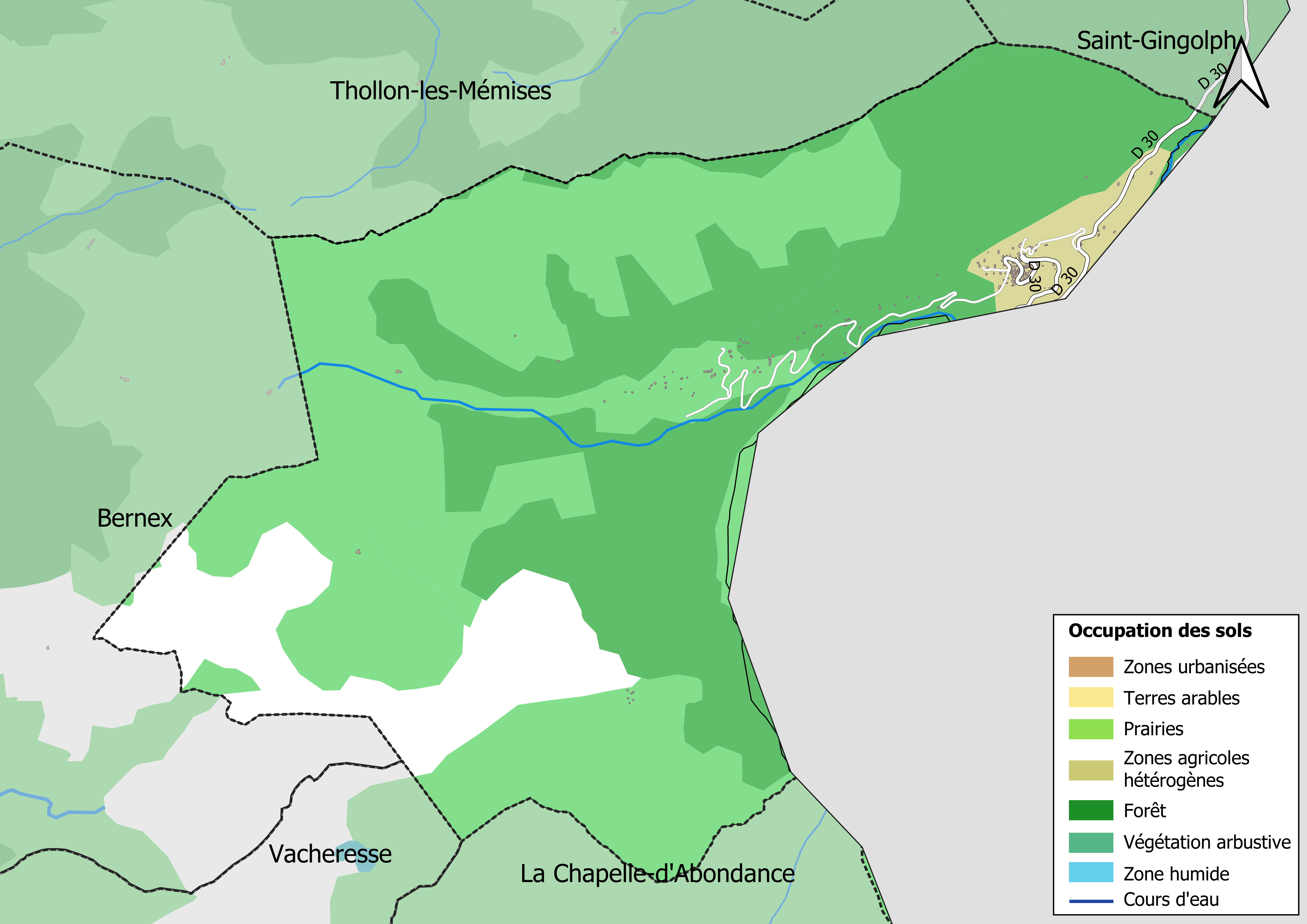
Carte des infrastructures et de l'occupation des sols en 2018 (CLC) de la commune.
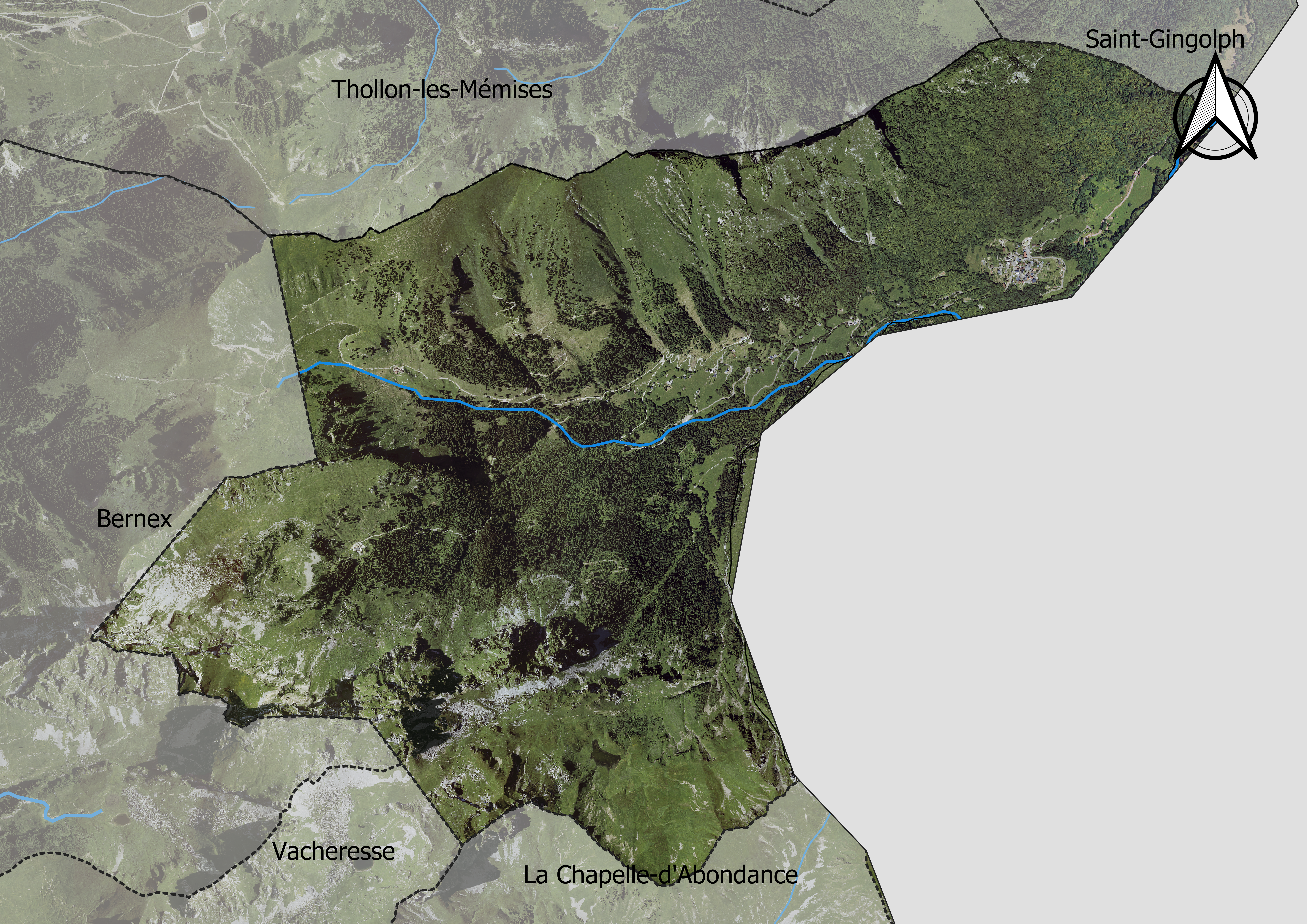
Carte orthophotogrammétrique de la commune.

## Toponymie
Novel signifie « nouveau » ; il s'agit d'un terrain nouvellement ouvert aux colons par les chanoines de Saint Augustin. Novel est également le nom d'un quartier d'Annecy.
En francoprovençal, le nom de la commune s'écrit Nové, selon la graphie de Conflans.

## Histoire
Comme beaucoup de communes montagnardes, le village fut créé sur des terres appartenant à un établissement religieux.  C'est au XIIe siècle que les chanoines de Saint Augustin abandonnèrent contre redevance l'usage d'une partie de leurs terres à des colons, déléguant l'administration du village à la prévôté de Meillerie. Le monastère du Petit-Saint-Bernard remplaça ultérieurement les augustiniens. Le village suivit le reste du Chablais dans sa destinée politique : possession des ducs de Savoie jusqu'en 1792, puis annexé durant l'occupation française de 1792-1814 dans le département du Mont-Blanc de 1792 à 1798, puis entre 1798 et 1814 dans le département du Léman. Celui-ci fut restitué par le congrès de Vienne (après la victoire de la Sainte Alliance européenne à  Waterloo) au gouvernement des ducs de Savoie.  Restitution faisant suite à la libération de leurs antiques possessions légitimes (temporairement occupées par la France) jusqu'à leur annexion politique par cette dernière, en 1860.
Note importante : il avait été décidé en 1815 que la zone à laquelle appartient Novel devait être définitivement neutralisée et reconnue comme telle, mais cette décision ne fut jamais respectée par la France, notamment en 1870 puis en 1914, au grand dam des habitants de Novel qui multiplièrent les protestations publiques jusqu'à nos jours.
En 1924, un incendie détruisit l'ensemble du village, à l'exception de l'école (où reposaient les archives), et du presbytère.
Pendant la Seconde Guerre mondiale, la zone montagneuse du village fut patrouillée par des douaniers italiens, les Allemands ne faisant qu'une brève apparition au moment de la retraite. Un certain nombre de juifs passèrent en Suisse avec l'aide d'un couple helvétique, Laure et William Francken, qui possédaient un chalet au lieudit le Clou, ainsi que de Novellands, Germaine et Ernest Brouze. Le 27 avril 1998, au Palais fédéral à Berne le titre de « Juste parmi les nations » leur fut décerné (à titre posthume pour les Francken).
En raison de sa faible population, Novel fut fusionné le 17 août 1973 avec Saint-Gingolph. Cette fusion fut farouchement combattue par la majorité des habitants ; 43 sur un total de 48 signèrent une pétition. Le 27 décembre 1982, Novel redevint une commune indépendante.
Dans les années 1970, un maire, René Bouvet, tenta brièvement de développer dans le village un « tourisme matrimonial ». Il avait en effet essayé de mettre à profit des dispositions largement ignorées, reliquat des nombreux statuts possédés par ce village frontalier, permettant la célébration accélérée des mariages. L'État français y mit rapidement fin par la force.

### Histoire religieuse
Au moment de sa fondation, le village se plaça sous la protection de saint Pancrace, à qui fut dédiée l'église, renommée au XIXe siècle Marie-de-l'Assomption, nom actuel de la paroisse. Le hameau ne fut pas touché par la Réforme, mais reçut néanmoins, comme presque toutes les paroisses du Chablais, la visite de saint François de Sales au début du XVIe siècle. Pendant la Révolution, le curé réfractaire persuada les habitants de refuser d'acquérir des biens ecclésiastiques.

### Mode de vie traditionnel
Il reflétait la vie rude des isolats de montagne. La population stagna autour d'une cinquantaine d'habitants jusqu'au XIXe siècle où elle atteint quelque 150 personnes, avant de retomber progressivement au XXe siècle à son niveau d'origine sous l'effet de l'exode rural.  La durée moyenne de vie était de cinquante ans jusqu'à la fin du XVIIIe siècle et le nombre moyen d'enfants par couple de quatre. L'endogamie étant fréquente, les noms de familles s'étaient réduits à quatre, chacun s'étant doté d'un blason. Pour limiter les confusions d'identité, les familles de même nom se donnaient un surnom (« Rosset » pour un chef de famille roux, « Couvents » pour une famille dont les filles étaient religieuses…) ; les prénoms doubles étaient la règle.
Limitée par les conditions naturelles, l'agriculture y fut toujours de subsistance. Les vaches « gouvernées » (soignées et traites) en commun fournissaient le lait, transformé en fromage dans la fruitière du village. De très petits champs et des potagers assuraient l'alimentation végétale. Les produits de la chasse complétaient le tout. Les célibataires partaient parfois travailler dans les villes plus prospères des bords du Léman afin d'amasser quelques économies en vue du mariage.

## Population et société

### Démographie
L'évolution du nombre d'habitants est connue à travers les recensements de la population effectués dans la commune depuis 1793. Pour les communes de moins de 10 000 habitants, une enquête de recensement portant sur toute la population est réalisée tous les cinq ans, les populations de référence des années intermédiaires étant quant à elles estimées par interpolation ou extrapolation. Pour la commune, le premier recensement exhaustif entrant dans le cadre du nouveau dispositif a été réalisé en 2005.

En 2022, la commune comptait 53 habitants, en évolution de +15,22 % par rapport à 2016 (Haute-Savoie : +6,01 %, France hors Mayotte : +2,11 %).
| 1793 | 1800 | 1806 | 1822 | 1838 | 1848 | 1858 | 1861 | 1866 |
| ---- | ---- | ---- | ---- | ---- | ---- | ---- | ---- | ---- |
| 120  | 149  | 152  | 116  | 154  | 204  | 151  | 150  | 140  |

| 1872 | 1876 | 1881 | 1886 | 1891 | 1896 | 1901 | 1906 | 1911 |
| ---- | ---- | ---- | ---- | ---- | ---- | ---- | ---- | ---- |
| 144  | 154  | 154  | 157  | 134  | 118  | 125  | 124  | 131  |

| 1921 | 1926 | 1931 | 1936 | 1946 | 1954 | 1962 | 1968 | 1982 |
| ---- | ---- | ---- | ---- | ---- | ---- | ---- | ---- | ---- |
| 123  | 104  | 98   | 98   | 87   | 112  | 88   | 80   | 48   |

| 1990 | 1999 | 2005 | 2006 | 2010 | 2015 | 2020 | 2022 | - |
| ---- | ---- | ---- | ---- | ---- | ---- | ---- | ---- | - |
| 63   | 58   | 55   | 53   | 53   | 46   | 50   | 53   | - |

La commune est la moins peuplée de Haute-Savoie, la seule à abrite moins de 100 habitants.

## Politique et administration

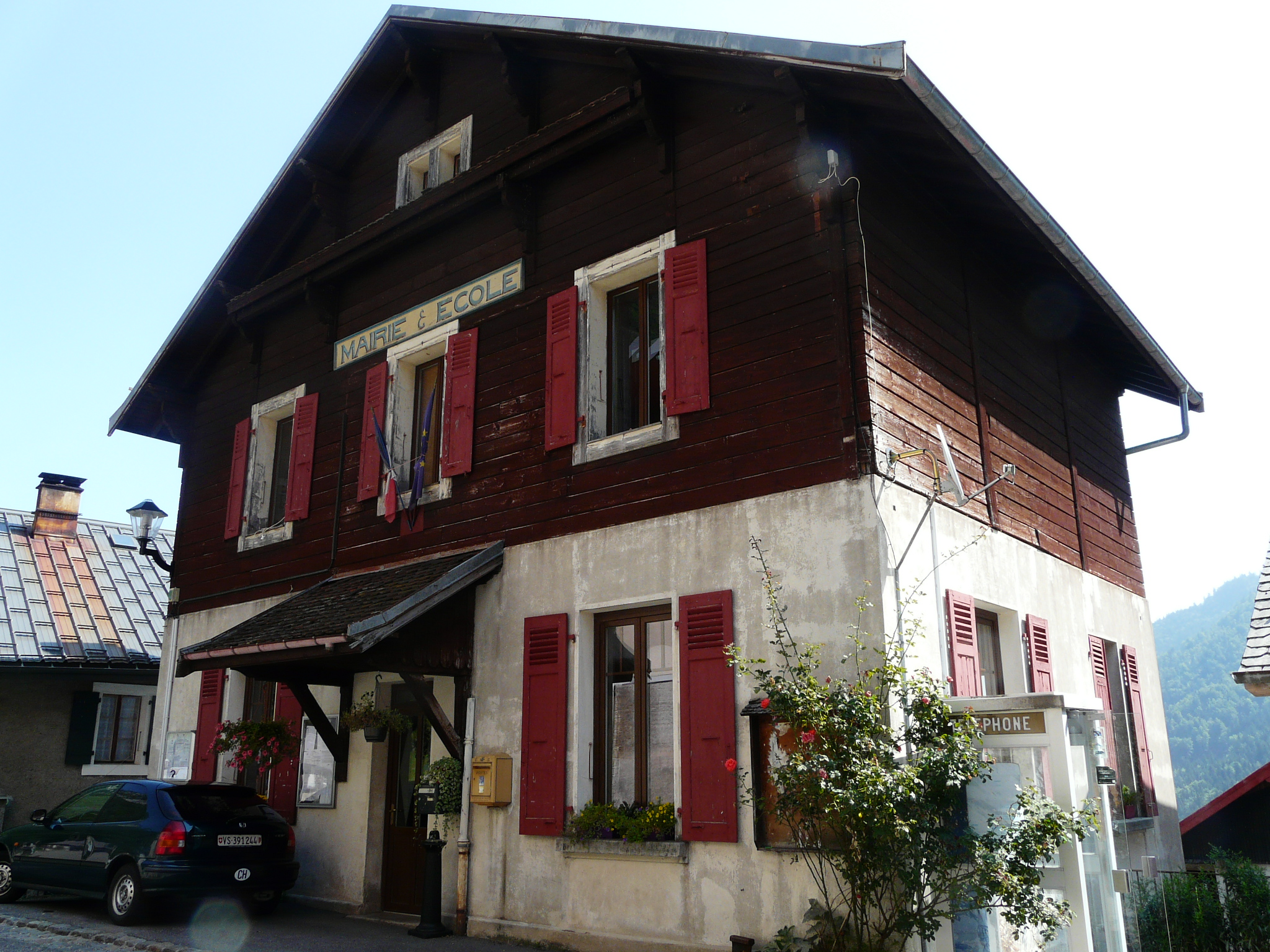
La mairie et l'école.

### Situation administrative
La commune de Novel appartient au canton d'Évian-les-Bains, qui compte selon le redécoupage cantonal de 2014 33 communes.
La commune est membre de la communauté de communes Pays d'Évian Vallée d'Abondance.
Novel relève de l'arrondissement de Thonon-les-Bains et de la cinquième circonscription de la Haute-Savoie, dont le député est Marc Francina (UMP) depuis les élections de 2012.

### Liste des maires
| Période                                  | Période         | Identité        | Étiquette | Qualité |
| ---------------------------------------- | --------------- | --------------- | --------- | ------- |
| Les données manquantes sont à compléter. |                 |                 |           |         |
| Mai 1953                                 | janvier 1974    | René Bouvet     |           |         |
| mars 1983                                | septembre 1989  | Roger Costaz    |           |         |
| septembre 1989                           | Juin 1995       | Gaston Brouze   | DVD       |         |
| Juin 1995                                | mars 2001       | Joseph Brouze   |           |         |
| mars 2001                                | mars 2004       | Daniel Tournier |           |         |
| mars 2004                                | 16 octobre 2015 | André Bouvet    |           |         |
| 15 décembre 2015                         | En cours        | Corinne Delot   |           |         |

## Culture locale et patrimoine

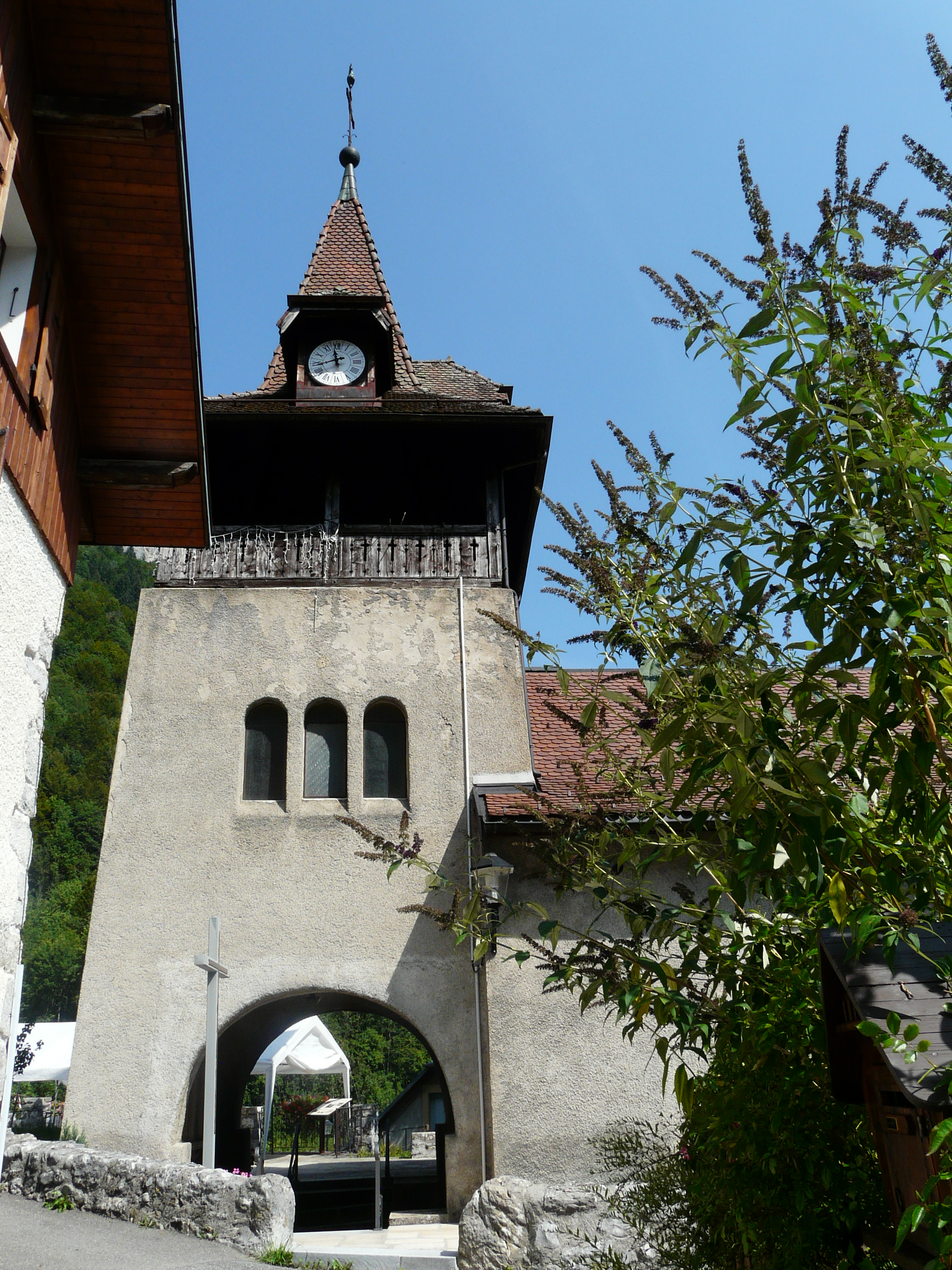
Le clocher de l'église.

### Monuments religieux
- Église de l’Assomption de Marie au clocher-porche.
- Chapelle des Bergers du XIXe siècle.

### Patrimoine environnemental
Le territoire de la commune est sur le chemin de nombreux trajets de randonnée, particulièrement en direction des massifs de la Dent d'Oche, du Grammont et des Cornettes de Bise.
Les sentiers de grandes randonnées :
- le GR Balcon du Léman ;
- le GR international E2 Hollande-Méditerranée, à travers le GR français no 5.

### Patrimoine culturel
Bien que les chalets d'origine aient disparu après l'incendie du 19 octobre 1924 au profit d'habitations en dur, Novel reste un village pittoresque sur le chemin des sentiers de randonnées français partant de l'est du Léman vers les monts voisins. C'est un but de promenade à partir de Saint-Gingolph. On peut y voir l'église rustique dont le clocher a conservé le style traditionnel, ainsi qu'un petit oratoire du XIXe siècle. Du pâturage de Neuteu, on a une belle vue sur le lac[réf. nécessaire].

### Patrimoine musical
Une tradition de sonneurs de trompe de chasse est présente à Novel, comme en témoigne cette chanson écrite par Christian Delval, écrivain du Haut-Jura. Elle est connue de nombreux sonneurs de trompe de chasse en France et rend hommage à une figure du village, Gabriel Brouze dit « Gabon »  
Un événement annuel a lieu le 15 août, lors de la fête du village ; il rassemble des sonneurs de trompe liés à l'Association des Amis de Gabon,était  présidée par Louis Mexandeau, ancien ministre. Lors de cette fête, les sonneurs viennent rendre hommage à Gabon au cimetière du village par un chant qui lui est dédié, intitulé Le printemps a Novel,.

Novel est à mon cœur ce qu'un joli jardin est à une petite fleur, 

je m'y trouve si bien.

Et je reviendrai aux prochaines saisons, 

à Novel pour sonner

avec l'ami Gabon.

Écoute le coucou au fond du vallon ...

Il chante le printemps dans la Savoie

et c'est la trompe de Gabon

qui lui répond comme autrefois

quand les ours et les grisons étaient seigneurs des bois.

La lune monte dans le soir, là-haut sur la dent d'Oche

... on écoute sans voix

au pied des grandes roches

la chanson des cîmes et des grands abîmes.

Écoute le coucou au fond du vallon ...

Il chante le printemps dans la Savoie

et c'est la trompe de Gabon 

qui lui répond comme autrefois

quand les ours et les grisons étaient seigneurs des bois.

Novel est à mon cœur ce qu'un joli jardin est à une petite fleur,

je m'y trouve si bien.

Et je reviendrai aux prochaines saisons,

à Novel pour sonner 

avec l'ami Gabon.

Et je reviendrai aux prochaines saisons,

à Novel pour sonner

comme au temps de Gabon.

### Héraldique
| Armes de Novel | Les armes de Novel se blasonnent ainsi : De gueules à une fasce d'or chargée de deux pals d'azur. |